# Tjahépimou
Tjahépimou est l'un des deux fils de Nectanébo Ier et donc un frère du pharaon Téos,,, bien qu'il soit décrit sur une statue comme un « frère » de Nectanébo Ier et un « oncle » de Téos.

## Attestations
Une statue, en méta-greywacke, de Tjahapimou, mise au jour à Memphis eet aujourd'hui exposée au Metropolitan Museum of Art de New York. Sur la statue, Tjahapimou est appelé « frère du roi » et « père du roi ».

## Biographie
Nommé par Nectanébo Ier gouverneur de Mendès, Tjahépimou était également général de l'armée du roi. 
À la mort de leur père, c'est son frère Téos qui hérite du trône tandis que Tjahépimou est confirmé dans ses fonctions. 
Le nouveau pharaon opte pour une politique résolument anti-perse, occupant les premières années de son règne à lever une puissante armée afin d'affronter l'ennemi et de lui porter un coup décisif alors qu'il présente de sérieux signes de faiblesses, résultats de luttes intestines à la cour de Suse. Il lève de nouveaux impôts et revient sur la politique en faveur des temples initiée par son père afin de s'approprier les revenus des domaines divins : cela lui permet de battre monnaie pour payer les nombreux mercenaires constituant alors l'armée égyptienne, ainsi que pour financer la rébellion des satrapies de l'empire achéménide. 
Ces préparatifs achevés, Téos quitte l'Égypte à la tête d'une puissante armée capable d'affronter les meilleures troupes perses et gagne la Syrie. Tjahépimou est alors nommé régent et se voit confier les affaires du royaume, tandis que son fils Nectanébo accompagne pharaon pour mener la guerre.
Alors que pharaon remporte un certain succès dans sa campagne militaire, en Égypte la révolte gronde à l'instigation des prêtres qui n'ont pas accepté les lourds impôts que la couronne fait peser sur leurs revenus pour financer l'effort de guerre. Le peuple déjà fortement taxé, et qui a fourni l'essentiel des troupes par conscription, est alors facilement malléable et les rivalités entre les cités du delta du Nil commencent à se réveiller.
Devant cette situation insurrectionnelle, Tjahépimou prend le parti religieux et rappelle son fils Nakht-Hor-Hebyt auprès de lui pour contrer les partisans de son frère, qui sont encore nombreux. Ce dernier, amputé d'une grande partie de ses troupes qui ont suivi son neveu avec une partie des mercenaires grecs, se retrouve isolé et ne peut que s'enfuir et demander grâce au Grand roi des Perses,.
Tjahépimou, aidé par son fils et ses troupes, réussit à éloigner le spectre d'une guerre civile et installe sur le trône d'Horus son fils, qui prend le nom de Nectanébo II.